# The Undead
The Undead (deutsch: Die Untoten) sind eine US-amerikanische Punkband aus New Jersey. Die Band war in ihren Anfangstagen in der Hardcore-Szene New Yorks verwurzelt, wird mittlerweile allerdings dem Horrorpunk zugerechnet. Einziges Originalmitglied ist nach zahlreichen Besetzungswechseln und temporären Auflösungen Sänger und Gitarrist Bobby Steele.
Die Band ist nicht zu verwechseln mit der gleichnamigen britischen Punkband, die zwischen 1981 und 1984 zwei Singles und ein Album auf Riot City Records veröffentlichte.

## Geschichte
Die Band wurde im Oktober 1980 von Steele (Gesang, Gitarre), Chris „Jack“ Natz (Bass) und Patrick Blanck (Schlagzeug) in New Milford gegründet. Steele war im Juli 1980 von seiner vorigen Hauptband Misfits gefeuert worden. Parallel zu den Misfits hatte er gemeinsam mit Natz in einer Band namens The Skabs gespielt, die er mit einem neuen Schlagzeuger und dem neuen Namen The Undead reaktivierte. Die Band war zunächst wie auch die Misfits Teil der aufkeimenden New-York-Hardcore-Szene und spielte Konzerte in einschlägigen Hardcore-Clubs wie dem A7 oder dem CBGB, u. a. als Vorband der Misfits, der Dead Kennedys, der Stimulators oder der Bad Brains. Der erste veröffentlichte Tonträger, dessen Produktion zum Teil durch Glenn Danzig finanziert wurde, war die EP Nine Toes Later im Juni 1982. Der Titel des Tonträgers ist eine Anspielung darauf, dass Sänger Steele im Jahr zuvor ein Zeh amputiert worden war. Wenige Monate später verließen Natz und Blanck die Band. Durch die Politisierung des Hardcores hatten die unpolitischen Undead deutlich an Bedeutung innerhalb der New Yorker Szene verloren. Steele zog nach Los Angeles und führte die Band dort mit Susan Smith von The Lewd und Roberto Valverde von Black Flag weiter. Smith verletzte sich kurze Zeit später bei einem Motorradunfall und fiel für längere Zeit aus, woraufhin Steele nach New Jersey zurückkehrte und Brian Aliano und Bobby Savage als Mitmusiker engagierte. Noch 1983 wurde Savage durch Steve Zing ersetzt, und dieses Lineup hielt von kurzfristigen Wechseln abgesehen die für Undead-Verhältnisse untypisch lange Zeit von vier Jahren. Im Dezember 1986 verließen Aliano und Zing die Band. Mit häufig wechselnden Mitgliedern veröffentlichten The Undead bis 2002 drei Alben, zwei davon auf Steeles eigenem Label Post Mortem. Zwischen 2002 und 2006 pausierte die Band. 2006 stellte Steele mit Joff Wilson (der vorher in der Band von Jim Carroll gespielt hatte) und Joel Gausten ein neues Lineup zusammen, das einige Liveauftritte, ein Cover des von den Misfits nie veröffentlichten Albums 12 Hits from Hell und ein Kompilationsalbum absolvierte, bevor Wilson 2007 und Gausten 2008 die Band wieder verließen. Bis 2012 war es still um die Undead, dann tauchte Steele mit Paul Mauled und Bill Gotta als Mitmusikern wieder auf. 2014 stieß seine Ehefrau Diane als Keyboarderin und Sängerin zur Band, und 2015 wurde Gotta durch Boris ersetzt. Ebenfalls 2015 erschien mit The Morgue… The Merrier das erste Album mit eigenem Material seit 17 Jahren. 2016 musste Paul Mauled das regelmäßige Bassspiel wegen fortgeschrittener Psoriasisarthritis aufgeben und wurde durch Ryan Switzer (The Disconnects) ersetzt.
Chris Natz spielte nach seinem Ausstieg bei den Undead u. a. bei Cop Shoot Cop, Steve Zing bei Samhain, Bryce Bernius bei Genitorturers und Joel Gausten bei Electric Frankenstein. Gausten ist außerdem als Musikjournalist und Autor mehrerer Bandbiographien in Erscheinung getreten. Patrick Blanck verstarb 2001 bei einem Autounfall in der Dominikanischen Republik. Susan Smith verstarb 2008.

## Stil und Rezeption
Das Bay-Area-Fanzine Flipside zog in einer Rezension des Never Say Die!-Albums musikalische Parallelen zu den Misfits, den Ramones und den Sex Pistols und sah sich in Bobby Steele auch optisch an Sid Vicious erinnert. Das ebenfalls in San Francisco erscheinende Fanzine Maximumrocknroll verglich frühe Undead-Songs mit frühen Misfits-Songs. Das Vice-Magazin bezeichnete Frontmann Steele ob seiner langjährigen Tätigkeit mit den Undead als „elder statesman“ der Punkszene des East Village.
Der Musikjournalist Tony Rettman (Village Voice, Vice.com) widmet The Undead in seiner Interviewsammlung „New York Hardcore 1980–1990“ ein eigenes Kapitel und zitiert dort Musikerkollegen der Band. Dee-Dee-Ramone-Bassist Johnny Carco erinnert sich etwa, die Undead hätten „tolle Popsongs gehabt“ und seien die „bestaussehende aller NYHC-Bands“ gewesen. False-Prophets-Bassist Steve Wishnia bemerkte, dass sich die Qualität der frühen Undead aus der Spannung zwischen dem „geradlinigen Popsong-Schreiber“ Steele und den „abenteuerlustigen und anarchistischen“ Musikern Natz und Blanck ergeben habe.

## Diskografie
- 1982: Nine Toes Later (EP, Stiff Records)
- 1986: Never Say Die! (SPV)
- 1989: Act Your Rage! (Post Mortem Records)
- 1991: Live Slayer (Livealbum, Skyclad Records)
- 1998: Til Death (Post Mortem)
- 2007: 12 Hits from Hell (kein Label)
- 2015: The Morgue… The Merrier (Post Mortem)
- 2017: Having an Undead Summer (EP, Post Mortem)